# Köterberg (Lügde)

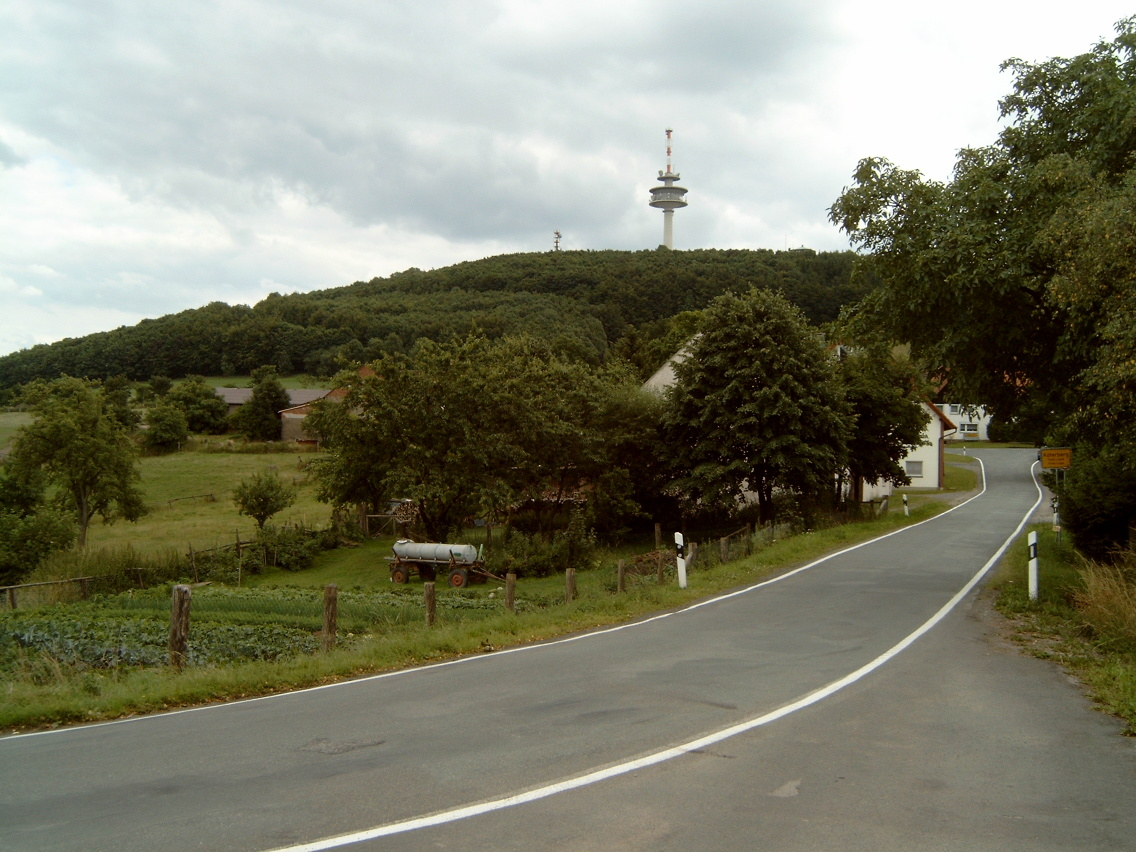
Nördliche Ortseinfahrt mit dem Köterberg im Hintergrund

Köterberg gehört zu den zehn Ortsteilen der Stadt Lügde im Kreis Lippe in Nordrhein-Westfalen. Der Ortsteil hatte am 31. Dezember 2022 64 Einwohner. Der derzeitige Ortsbürgermeister ist Heribert Grote.

## Lage
Köterberg liegt auf einer Höhe von 382 m ü. NHN am Nordhang des Köterbergs, rund zwölf Kilometer von der Kernstadt Lügde entfernt. Die Flächengröße der Ortschaft beträgt 2,31 km²; damit ist Köterberg nach Harzberg die zweitkleinste Ortschaft von Lügde.

## Geschichte
Der heutige Ort Köterberg wird erstmals 1268 unter dem Namen Wezzelingveld erwähnt. Der spätere Name Köterberg erscheint 1430 in einer Urkunde anlässlich einer Grenzziehung als Kötterberg, also Küteberg = Grenzberg. Die besondere topografische Form des Köterberges machte die herrschaftlichen Anrainer Glauben, dass es in ihm Erze zu finden gebe. Es wurden deshalb Mutungen vorgenommen, die von Bergleuten durchgeführt wurden, aber wegen der geologischen Beschaffenheit (Keuper) erfolglos verliefen. 1536 schlossen die Grafschaft Lippe, das Hochstift Paderborn und das Herzogtum Braunschweig-Lüneburg einen Grenzvertrag, in dem die noch heute gültigen Grenzen gezogen wurden. Grund dieser Vereinbarung war die anhaltende Hoffnung auf Erzvorkommen.
1929 wurde das heutige Köterberghaus als Hotel und Gaststätte errichtet. Seit 1932 befindet es sich im Besitz der Familie Brand. Der Köterberg bietet dem Besucher eine grandiose Fernsicht und ist ein beliebtes Ausflugsziel. Das gleichnamige Dorf Köterberg wurde 1531 nach langem Wüstfall vom Kloster Falkenhagen aus neu besiedelt. Es war jahrhundertelang landwirtschaftlich geprägt. Heute existiert noch ein Vollerwerbslandwirt. Der Ort verliert aber zunehmend an Einwohnern.

### 20. Jahrhundert
Die vorher selbständige Gemeinde wurde im Rahmen der Kommunalreform durch § 7 Detmold-Gesetz am 1. Januar 1970 eingemeindet.

### Ortsname
Neben der Ersterwähnung als Wezzelingveld (1268) sind folgende Namen im Laufe der Jahrhunderte belegt: Kotterberghe (Anfang des 16. Jh.), Kotterberg (1510), Koterberge und Koterberch (1518), kotterberg (1531), Kotterberch (1535, im Landschatzregister), Koterberch (1545, im Landschatzregister), Kotterbergh (1590), Kottersberg (1627), Köterberg (1649), Koterberg (Ende 17. Jh.), Kötterberg (1728) sowie Köterberg (ab 1758).

## Infrastruktur
Der Ort ist überwiegend landwirtschaftlich geprägt. Evangelisch-reformierte bzw. katholische Gemeindemitglieder besuchen die Kirchen in Falkenhagen. Auf der Kuppe des Berges, die mit dem Auto erreicht werden kann, befindet sich das Köterberghotel, eine Gaststätte im Besitz der Familie Brand.

## Tourismus
Bei gutem Wetter kann man vom Köterberg bis zum Harz, zum Teutoburger Wald, zum Wesergebirge und bis nach Kassel sehen. Der Köterberg ist ein beliebtes Ausflugsziel, das im Sommer die Motorradfahrer und im Winter die Wintersportler anzieht.